# 부탁해요 캡틴
《부탁해요 캡틴》은 2012년 1월 4일부터 2012년 3월 8일까지 방영한 SBS 드라마 스페셜이다. 열정과 패기로 똘똘 뭉친 부조종사가 파일럿으로 성장하는 이야기를 다룬다.

## 등장 인물

### 주요 인물
- 구혜선 : 한다진 역 - 윙스에어 부조종사
- 지진희 : 김윤성 역 (아역 : 김진성) - 前 미래항공 부기장 → 現 윙스에어 최연소 기장
- 이천희 : 강동수 역 - 인천공항 7년차 타워 관제사
- 유선 : 최지원 역 - 前 미래항공 신입 승무원 → 現 윙스에어 캐빈매니저, 윤성의 전 여자친구
- 클라라 : 홍미주 역 (아역 : 김지영) - 윙스에어 경영전략팀 상무이사, 홍인태의 딸

### 한다진 주변 인물
- 김창완 : 한규필 역 (특별출연) - 전직 파일럿, 다진의 아버지
- 이휘향 : 양미혜 역 (특별출연) - 다진의 어머니
- 갈소원 : 한다연 역 - 다진의 여동생, 태명은 '뽀송이'
- 이아현 : 양말자 역 - 다진의 이모, 무직

### 강동수 주변 인물
- 조형기 : 강팔봉 역 - 강동수의 아버지

### 홍미주 주변 인물
- 최일화 : 홍인태 역 - 윙스에어 부사장 → 윙스에어 사장, 홍미주의 아버지
- 서인석 : 홍명진 역 - 윙스에어 사장, 홍미주의 큰아버지(10회에서는 캐나다로 떠남. 하차)

### 윙스에어(아시아나항공) 인물
- 임성언 : 장민아 역 - 다진의 동기, 부기장
- 주성민 : 허재수 역 - 다진의 동기, 부기장
- 하주희 : 이주리 역 - 윙스에어 스튜어디스
- 박재랑 : 조완준 역 - 윙스에어 스튜어드
- 윤채경 : 이경미 역 - 신입 관제사
- 최유화 : 정사랑 역 - 윙스에어 신입 스튜어디스
- 강남길 : 최달호 역 - 윙스에어 정비반장
- 김진근 : 운항팀장 역
- 윤정 : 최민숙 역 - 최초의 여자 기장, 다진의 롤모델
- 션 리차드 : 제임스 역 - 윤성의 동료, 외국인 기장

### 그 외 인물
- 김영배 : 관제실 팀장 역
- 박은석 : 박은석 역 - 관제사
- 이규복 : 비행 스케줄 담당 직원 역
- 조현진 : 스튜어디스 역
- 정현석 : 윙스에어 직원 역
- ? : 보람 역 - 강대연의 아들
- 강주은 : 승객 역
- 정병호 : 윙스에어 임원 역
- ? : 윤성의 아버지 역
- 손종학 : 기장 역
- 정진수 : 사채업자 역(6회에서는 김윤성(지진희 분)이 가방안에 1,000원짜리 가득 담아서 1,000원짜리 100장씩 채워 10만원씩 만들어 1억을 만들어 갖게 됨. 하차)
- 신범식 : 사채업자 역(김윤성이 가져온 가방을 보고 자크를 열어 내 1,000원짜리를 100장씩 만들어 돈이 얼마인지 확인을 하다가 1억원이 됨. 하차)
- 천영민 : 왕따 시키는 학생 역
- 홍재성 : 미주의 맞선남 역
- ? : 사회복지사 역
- 백창민 : 이진수 역 - 영국으로 입양가는 아이
- 구본석 : 호텔 직원 역
- 이석구 : 앞이 안보이는 부인에게 기내식을 먹여주는 남자 승객
- 손희순 : 앞이 안보이는 여자 승객
- ? : 비행기 기내에서 싸우는 커플남 승객 역
- ? : 비행기 기내에서 싸우는 커플녀 승객 역
- 오연아 : 정순애 역 - 사고로 다친 남편을 만나기위해 탑승한 승객
- 김선녀 : 병원 청소부 역
- 이광세 : 최종일의 할아버지 역
- 정두겸 : 미래항공 임원 역
- 박주형 : 이주리의 전 남자친구 역
- 김민채 : 지진으로 부모를 잃은 아이의 보호자 역
- ? : 정지혜 역 - 지진으로 부모를 잃은 아이
- 오대환 : 기내에서 맥주 마시는 승객 역
- ? : 기내에서 불안해하는 체대생 승객 역
- ? : 소아과 의사 승객 역
- ? : 34주 산모 승객 역
- 김태영 : 김 이사 역 - 윙스에어의 이사
- ? : 박찬민 역 - 뽀송이(한다연)와 같은 병실에 입원한 아이
- 오윤홍 : 박찬민의 엄마 역
- 김윤배 : 청주대학교 총장 역
- ? : 김재권 역 - 대한병원 소아심장 전문의
- 권나라 : 2013 윙스에어 신입승무원 역
- 이화겸 : 2013 윙스에어 신입승무원 역
- 김유나
- 장윤서
- 이샛별
- 양민화
- 기여운
- 조화영
- 박가희
- 양희정
- 은세연
- 손승우
- 조완
- 차운용
- 김미라
- 이미경

### 특별 출연
- 정겨운 : 정겨운 역 - 톱스타 (1화)
- 정애연 : 정수연 역 - 前 미래항공 사무장 → 現 인천공항 면세점 근무 (1화,12~13화)
- 손현주 : 장대연 역 - 기장 (2화)
- 안석환 : 이동찬 역 - 기장 (2화)
- 이부영 : 보람이 비행기 문을 열려고 하는걸 목격한 승객 역 (2화)
- 지현수 : 오사카로 이송되는 살인범 승객 역 (3화)
- 하승리 : 왕따 당하는 여학생 역 (6화)
- 서승현 : 이복순 역 - 이종수를 입양보낸 어머니 (7~8화)
- 안재모 : 이종수 역 - 어릴적 입양 된 남자 (7~8화)
- 김하균 : 토니 브라이언 역 - 스카이트랙스 감사관 (8~9화)
- 김정학 : 승무원을 성추행 한 남자 승객 역 (8~9화)
- 윤태웅 : 기내에서 프로포즈 한 남자 역 (13화)
- 민아령 : 기내에서 프로포즈 받은 여자 역 (13화)
- 류상욱 : 최종일 역 - 청주대학교 항공운항과 학생 (13~14화)
- 정한헌 : 안전벨트 착용 안하는 승객 역 (17화)
- 김선화 : 안전벨트 착용 안하는 승객의 부인 역 (17화)
- 박상규 : 조길재 역 - 조완준의 아버지 (17화)
- 박남현 : 윙스에어의 임원 역 (19화)

## 일화
- 이준 - 강동수 역에 캐스팅되었으나, 드라마 《부탁해요 캡틴》에서 캐스팅 확정된 것은 아니었다. 이준 대신 이천희 교체.[1]

- 이하늬 - 홍미주 역에 캐스팅되었으나, ‘부탁해요 캡틴’ 최종 하차 결정. 이하늬 대신 클라라(이성민) 교체.[2]

- 아시아나항공 - 극중 구혜선(한다진 역)의 소속, 드라마 협찬.

(극중에서는 윙스 에어 [Wings Air] 라는 가명으로 묘사되나, CI는 여과없이 드러남. 기타 항공사 역시 동일, 참고로 에어시티에서도 이와 동일한 항공사가 협찬.)

## OST

### 부탁해요 캡틴 (전체 OST 앨범)
| #            | 제목                             | 재생 시간 |
| ------------ | -------------------------------- | --------- |
| 1.           | 〈Sky〉 (B1A4)                   | 3:57      |
| 2.           | 〈추워요〉 (송지은)              | 4:20      |
| 3.           | 〈Fly Again〉 (다큐멘터리)       | 3:30      |
| 4.           | 〈가슴 한쪽〉 (하동균)           | 3:31      |
| 5.           | 〈반(反)〉 (제이워크)            | 4:05      |
| 6.           | 〈Sky (inst.)〉                  | 3:57      |
| 7.           | 〈추워요 (inst.)〉               | 4:20      |
| 8.           | 〈Sky (Piano ver.)〉             | 2:46      |
| 9.           | 〈추워요 (Scat ver.)〉           | 3:27      |
| 10.          | 〈가슴 한쪽 (Guitar ver.)〉      | 2:48      |
| 11.          | 〈Over The Mountain (Pop ver.)〉 | 3:42      |
| 12.          | 〈Fly High〉                     | 4:55      |
| 13.          | 〈Destiny〉                      | 4:59      |
| 14.          | 〈Tears〉                        | 4:35      |
| 15.          | 〈Wind (Acoustic ver.)〉         | 3:00      |
| 16.          | 〈Step By Step〉                 | 2:55      |
| 17.          | 〈Run〉                          | 2:36      |
| 18.          | 〈Memory〉                       | 3:04      |
| 19.          | 〈Wind〉                         | 4:36      |
| 20.          | 〈Fly High (Acoustic ver.)〉     | 3:35      |
| 총 재생 시간 | 총 재생 시간                     | 74:38     |

### 부탁해요 캡틴 Part. 1
| #            | 제목            | 재생 시간 |
| ------------ | --------------- | --------- |
| 1.           | 〈Sky〉 (B1A4)  | 3:57      |
| 2.           | 〈Sky (inst.)〉 | 3:57      |
| 총 재생 시간 | 총 재생 시간    | 7:54      |

### 부탁해요 캡틴 Part. 2
| #            | 제목                | 재생 시간 |
| ------------ | ------------------- | --------- |
| 1.           | 〈추워요〉 (송지은) | 4:20      |
| 2.           | 〈추워요 (inst.)〉  | 4:20      |
| 총 재생 시간 | 총 재생 시간        | 8:40      |

### 부탁해요 캡틴 Part. 3
| #            | 제목                         | 재생 시간 |
| ------------ | ---------------------------- | --------- |
| 1.           | 〈Fly Again〉 (다큐멘터리)   | 3:30      |
| 2.           | 〈Fly Again (inst.)〉        | 3:29      |
| 3.           | 〈Fly High〉 (윤채)          | 4:54      |
| 4.           | 〈Over The Mountain〉 (윤채) | 3:41      |
| 총 재생 시간 | 총 재생 시간                 | 15:34     |

### 부탁해요 캡틴 Part. 4
| #            | 제목                   | 재생 시간 |
| ------------ | ---------------------- | --------- |
| 1.           | 〈가슴 한쪽〉 (하동균) | 3:31      |
| 2.           | 〈가슴 한쪽 (inst.)〉  | 3:32      |
| 총 재생 시간 | 총 재생 시간           | 7:03      |

### 부탁해요 캡틴 Part. 5
| #            | 제목                  | 재생 시간 |
| ------------ | --------------------- | --------- |
| 1.           | 〈반(反)〉 (제이워크) | 4:05      |
| 2.           | 〈반(反) (inst.)〉    | 4:05      |
| 총 재생 시간 | 총 재생 시간          | 8:10      |

## 결방 사유
2012년 2월 29일에 방송될 예정이었던 제17회 방송분은 《SBS 스포츠 2014 브라질 월드컵 아시아지역 3차예선 대한민국:쿠웨이트 축구경기 생중계》편성 관계로, 2012년 3월 1일로 연기되었다.

## 비판
드라마 《부탁해요 캡틴》은 제 1회 방송 때부터 항공 분야 종사자와 동호인들에게 항공기나 객실의 모습이 실제와 다르다는 지적을 많이 받았었는데, 그 내용은 다음과 같다.
- 지진희와 김창완이 외부 점검을 하는 장면에서 김창완은 지진희에게 부기장 견장을 달아준다. 사실 기장이나 부기장이나 같은 항공사 직원일 뿐, 견장을 달아주는 역할을 기장이 하지는 않는다. 그리고 당일 비행 기종은 보잉 747이지만, 외부점검 때 나온 기종은 보잉 747이 아닌 에어버스 A320이다.[16]
- 지진희와 김창완이 조종하는 미국행 보잉 747기의 실내 좌석 열 배치는 3-3-3이다. 이 좌석 배열은 세계 어느 항공사에서도 찾아볼 수 없는 배열이다. 또한, 객실승무원 2명이 서 있어도 공간이 엄청나게 남는 기내 복도는 대한민국 민간항공사에서 객실승무원직에 종사하는 시청자들로 하여금 경악을 금치 못하게 했다.
- 또한, 아직 출발하지도 않았는데도 객실 내 비행 정보 스크린은 사우디아라비아 상공을 비행하는 화면을 표시하고 있었다. 이 화면은 비행이 시작한 뒤에도 바뀌지 않았으며, 또 다른 비행 정보 스크린은 태평양 상공 비행 중에 인천국제공항 상공을 비행하는 화면을 표시하고 있었다.
- 이륙장면 전 체크리스트를 수행하던 조종실은 보잉 747기의 조종실이었지만, 이륙 장면 당시 조종실은 보잉 777로 바뀌어 있었고, 비행 중에도 수시로 보잉 747의 조종실과 보잉 777의 조종실을 왔다갔다 했다. 또한, 항공기 외부 모습은 에어버스 A330과 보잉 737을 왔다갔다 했다. 게다가 보잉 737기의 이륙 장면에서 나오는 공항은 출발공항인 인천국제공항이 아닌 외국 공항이었던 것으로 확인되었다.
- 이륙 후에 나오는 조종실에서는 말도 안되는 계기 지침이 문제가 되었다. 고도의 경우, 처음엔 2,000ft였다가 수초만에 6,200ft로 바뀌고, 정확히 2초 후 FL180(18,000 ft) 상공에서 비행하고 있었다. 그런 상승을 얻어내려면 상승속도(Vertical Speed)가 35,4000 ft/min이 되어야 가능한데, 민간 항공기에서는 불가능하다. 게다가 FL180 상공에서 외부 온도(TAT)는 영하권으로 떨어지는데, 드라마에서 나오는 EICAS 화면에서 외부 온도는 영상 15도를 가리켰다. 속도도 문제가 되었다. 속도초과 상태(Overspeed)에서 PFD화면 속도계는 정상 범위에 있었으며, 다시 수초만에 180Knots로 떨어졌다.
- 시청자의견 게시판에도 문의가 쇄도했다. 전직 항공지상조업자는 게시판에서, 토잉카 고장으로 푸시백(Push-Back)절차 진행을 못하는 장면을 보고, 이 드라마가 정말 프로의식을 가지고 일하는 대한민국 항공분야 종사자의 자존심을 깎아내린다고 고백했다. 또한, 현직 관제사는 게시판에 중학생 수준이 읽어 이해할 수준의 글을 올려 드라마상에서 항공교통관제(ATC) 절차가 얼마나 엉망이었는지 천천히 설명했다.
- 1회에서 한다진(구혜선)과 관제사 강동수(이천희)랑 싸우는 장면을 볼 수 있었는데, 파일럿과 관제사는 실제로 싸워서는 안된다. 관련 법규에 의하면, 파일럿이 관제사의 일을 방해한다면 관제사는 공무원이기 때문애 공무집행 방해죄가 성립된다.
- 2012년 2월 22일에 방영하였던 제 15회에서 터키 아타튀르크 국제공항(이스탄불 국제공항)에 착륙하는 윙스에어 보잉 747 항공기가 활주로가 아닌 유도로로, 그것도 게이트에 주기중인 비행기 바로 뒤로 착륙하는 장면이 방송되어 시청자들로부터 많은 물의를 주었다. 실제로 항공기가 그 위치에 착륙하게 되면, 유도로 파괴는 물론, 주기중인 항공기에게 큰 피해를 줄 수 있다.
- 한다진(구혜선)과 관제사 강동수(이천희)랑 이륙 허가 관제하는 장면을 볼 수 있는데, 관제가 너무 간단하다. 이륙준비를 한 다음에, 관제사가 풍향 및 풍속을 말하고 이륙 허가를 받는 장면을 볼 수 있는데, 자막에서 풍속 및 풍향정보를 계속 같은 말로 나타내었다. 관제사가 하는 말도 거의 같았다.(풍향 310, 풍속 10노트) "Cleared for takeoff runway 34(활주로 34로 이륙허가를 허가한다.)."도 많이 나왔다.
- 게이트에 주기중이었던 보잉 747기가, 이륙할 때는 에어버스 A300으로 바뀌고 다시 보잉 747기로 바뀐다. 물론 착륙할 때도 보잉 747기가 아닌 에어버스 A321기로 바뀌어서 게이트로 도착 후 기내 장면이 다시 보잉 747기로 바뀐다. 또, 제주국제공항에서 착륙하는 기종이 보잉 747기가 아닌, 에어버스 A300기로 바뀌었다.

이 외에도 "항공드라마"라고 하기에는 너무 큰 실수가 많다고 항공 분야 전문가들은 말하고 있다. 심지어 동호인들에게서는, 당시 20년 전 MBC에서 제작, 방영한 《파일럿》보다 더 못 만들었다는 비난을 받고 있다. 실제로 국내 모 항공사 현직 기장인 이 모씨는 "정말 이 드라마가 항공 관련 전문가에게 자문을 받았는지 의문"이라며, "일본 TBS사에서 만든 항공드라마 《GOOD LUCK!!》과 비교할 때 너무 엉망이다. 우리나라 항공업계 종사자와 항공 분야 동호인들의 자존심을 되돌릴 수 없는 곳까지 떨어뜨려놨다"고 고백했다. 일부 동호인들은 또한 "항공드라마를 가장하여 시청률을 얻으려는 속셈"이라고 비난하여, "아무리 드라마가 감동을 주어도 실제 그 분야에 종사하는 사람들의 자존심까지 떨어뜨려 가면서 감동을 주어야 겠냐"며 반문하고 있다.
촬영장소
- 로케 촬영이 호주에서만 이루어진 것인지 7화에서 한다진(구혜선)과 아들을 입양보낸 친모가 영국에서 아들을 찾기 위해 동분서주하는 데 실제로는 시드니 근교였다. 심지어 시드니 근교의 Artamon이라는 역 이름까지 버젓이 드러났다.

## 시청률
최저 시청률과 최고 시청률은 시청률 조사회사와 지역별로 시청률에 차이가 있을 수 있습니다.
| 2012년      | 2012년      | 2012년         | 2012년       | 2012년         | 2012년       |
| 회차        | 방송일      | TNmS 시청률    | TNmS 시청률  | AGB 시청률     | AGB 시청률   |
| 회차        | 방송일      | 대한민국(전국) | 서울(수도권) | 대한민국(전국) | 서울(수도권) |
| ----------- | ----------- | -------------- | ------------ | -------------- | ------------ |
| 제1회       | 1월 4일     | 10.0%          | 10.9%        | 9.1%           | 10.2%        |
| 제2회       | 1월 5일     | 10.1%          | 11.2%        | 10.5%          | 11.3%        |
| 제3회       | 1월 11일    | 10.7%          | 12.1%        | 9.4%           | 9.9%         |
| 제4회       | 1월 12일    | 10.6%          | 11.8%        | 9.8%           | 10.6%        |
| 제5회       | 1월 18일    | 9.9%           | 11.4%        | 9.6%           | 10.2%        |
| 제6회       | 1월 19일    | 10.3%          | 10.8%        | 9.4%           | 9.2%         |
| 제7회       | 1월 25일    | 8.2%           | 9.5%         | 7.1%           | 8.7%         |
| 제8회       | 1월 26일    | 9.1%           | 9.9%         | 8.5%           | 9.5%         |
| 제9회       | 2월 1일     | 7.1%           | 8.2%         | 7.8%           | 8.2%         |
| 제10회      | 2월 2일     | 7.7%           | 9.9%         | 7.5%           | 8.1%         |
| 제11회      | 2월 8일     | 8.8%           | 10.0%        | 7.3%           | 8.0%         |
| 제12회      | 2월 9일     | 7.6%           | 9.1%         | 6.5%           | 7.3%         |
| 제13회      | 2월 15일    | 7.5%           | 9.9%         | 6.3%           | 7.1%         |
| 제14회      | 2월 16일    | 8.4%           | 9.4%         | 6.5%           | 7.5%         |
| 제15회      | 2월 22일    | 7.1%           | 7.6%         | 5.6%           | 6.1%         |
| 제16회      | 2월 23일    | 6.3%           | 6.6%         | 5.8%           | 6.1%         |
| 제17회      | 3월 1일     | 6.2%           | 7.2%         | 5.0%           | 6.0%         |
| 제18회      | 3월 7일     | 8.6%           | 10.5%        | 7.2%           | 7.9%         |
| 제19회      | 3월 8일     | 13.2%          | 13.9%        | 11.1%          | 11.3%        |
| 제20회      | 3월 8일     | 11.0%          | 11.8%        | 8.5%           | 8.9%         |
| 평균 시청률 | 평균 시청률 | 8.9%           | 10.1%        | 7.9%           | 8.6%         |

## 연속 방송
- 2012년 3월 8일 : 밤 10시부터 2회 연속방송 (19회, 20회)

## 경쟁 프로그램
- 난폭한 로맨스 (KBS2, 2012년 1월 4일 ~ 2012년 2월 23일)
- 해를 품은 달 (MBC, 2012년 1월 4일 ~ 2012년 3월 15일)
- 발효가족 (JTBC, 2011년 12월 7일 ~ 2012년 2월 23일)

## 과거 항공 드라마
- 파일럿 - 1993년 방영
- 창공 - 1995
- 에어시티 - 2007년 방영